# Українські TTS
Українськомовний TTS (також відомий як українськомовний текст-у-мовлення / українськомовний ТУМ, англ. Ukrainian text-to-speech / Ukrainian TTS) — text-to-speech система, що спроможна наживо виконувати конвертування україномовного друкованого тексту в україномовне аудіо.

## Історія українськомовних TTS

### Напівпрофесійні українськомовні TTS
До середини 2016 року, існувало 4 напівпрофесійні TTS системи з підтримкою української мови: 1) Розмовлялька (2 голоси: чоловічий Анатоль/Стьопа та жіночий Руся); 2) CyberMova/VymovaPlus/VymovaPro (4 голоси: жіночий Наталя та чоловічі Опанас, Дмитро, та Слава); 3) UkrVox (1 голос: чоловічий Ігор Мурашко); та 4) RHVoice (чоловічий Анатоль та жіночий Наталя: після 2021 року також чоловічий Володимир та жіножий Маріанна).
Українськомовні голоси TTS Анатоль (англ. Anatol) та Наталя (англ. Natalia) у системі TTS RHVoice російської програмістки Ольґи Яковлєвої з'явилися у лютому 2016 року завдяки зусиллю спеціалістів Соціально-реабілітаційного центру незрячих Харкова, які для створення чоловічого голосу Анатоль змогли залучити відомого радіоведучого, голоса харківського метро та диктора харківського суспільного радіо UA:Українське радіо Анатолія Подорожко. Згодом у 2021 році для RHVoice створили ще два українські голоси: Володимир (англ. Volodymyr), озвучений радіоведучим Володимиром Бєгловим, та Маріанна (англ. Marianna), озвучений Маріанною Фірткою, радіоведучою «Львівська Хвиля».

### Професійні українськомовні TTS

#### Google WaveNet TTS
У 2016—2019 роках з'явилася перша професійна система української мови на базі Google WaveNet Text-to-Speech: спочатку у 2016 Google додала україномовний WaveNet жіночий голос лише до вебверсії Google Translate, 5 квітня 2017 Google також оновила свій офіційний застосунок Google Text-to-Speech для Android до версії 3.11.12, додавши підтримку україномовного WaveNet жіночого голосу, а 21 лютого 2019 року Google також додала україномовний WaveNet жіночий голос до вебверсії Google Cloud Text-to-Speech.

#### Nuance Vocalizer TTS та Microsoft Azure Neural TTS
У вересні 2018 року, разом з оновленням для Nuance Vocalizer TTS для Android до версії 3.1.7, з'явилася друга професійна система української мови Text-to-Speech під назвою Lesya розроблена компанією Cerence/Nuance; цей український TTS голос Леся англ. Lesya) став доступний у таких продуктах як Nuance Vocalizer TTS (Windows/Android), Nuance Mix, Цей новий український голос Lesya також доступний у TTS продуктах незалежних перепостачальників, як от Code Factory, NextUp, KobaVision/KobaSpeech тощо. Згодом саме рушій Cerence/Nuance з українськомовним голосом Lesya став доступний у iPhone телефонах Apple: спочатку у квітні 2022 року разом з оновленням iOS 16 українськомовний голос TTS Lesya став доступний у застосунках Voice Over та Live Text, а пізніше у вересні 2023 року також і у застосунках Translate та Live Speech.
Згодом у квітні 2021 році Microsoft придбав Nuance; й одночасно з цим у березні 2021 року підтрику української мови додали до Нейронної TTS хмаринно-серверного сервісу Microsoft Azure (англ. Miscrosoft Azure Neural TTS) долучивши чоловічий голос Остап (англ. Ostap) та жіночий голос Поліна (англ. Polina).

#### Ukrainian TTS використавши ESPnet
У жовтні 2021 року група українських розробників зі спільноти UA Speech Recognition and Synthesis під головуванням Юрія Паніва (псевдо robinhad) створили у GitHub репозиторій Ukrainian TTS використавши технологію ESPnet; cпочатку розробники додали лише один голос, однак згодом перелік розширили й станом на 2023 рік перелік доступних українськомовних голосів зріс до п'яти: чоловічі Mykyta, Dmytro та Олекса а також жіночі Lada та Tetyana. Усі голоси можна використовувати безкоштовно на сайті розробників brehunets.com; окрім того напрацювання цього проєкту використано при створенні українськомовних голосів для  Balacoon TTS та Neon AI / Coqui AI TTS.

#### Ukrainian TTS від fliki.ai
У серпні 2023 року сервіс fliki.ai додав підтримку української мови у своїх продуктах, й на додачу до TTS рушіїв від Microsoft та Google також створили 30 власних високоякісних ультра-реалістичних нейронних українськомовних жіночих та чоловічих голосів (всього 32 українськомовні TTS голоси).

## Огляд україномовних TTS

### Технічні дані україномовних TTS
Далі наведено перелік та порівняння найпоширеніших україномовних синтезаторів мовлення (українські TTS / Ukrainian TTS).
| Назва                                             | Розробник(и)                                                      | Дата першого релізу | ОС                                            | Остання стабільна версія | Ліцензія    |
| ------------------------------------------------- | ----------------------------------------------------------------- | ------------------- | --------------------------------------------- | ------------------------ | ----------- |
| № 1 UkrVox Ігор Мурашко                           | Ярослав Козак (Львів)                                             | 1994                | MS DOS/MS Windows                             | 4.2 (січень 2011)        | Безкоштовна |
| № 2 КіберМова Vymova Plus/Pro Panas, Natalka      | КіберМова (Тетяна Людовик, Микола Сажок, Валентина Робейко; Київ) | 2003                | MS Windows                                    | 1.0 (березень 2016)      | Платна      |
| № 3 Розмовлялька                                  | Анатолій Чорний (Харків)                                          | 2004                | MS Windows                                    | 1.2 (липень 2007)        | Безкоштовна |
| № 4 RHVoice Анатоль, Наталя, Володимир,, Маріанна | Ольґа Яковлєва (Чебоксари, Росія)                                 | 2016                | Linux/MS Windows/Google Android               | 1.0 (лютий 2016)         | Безкоштовна |
| № 5 Google WaveNet TTS Ukrainian                  | Google Inc. (Маунтін-В'ю, КА, США)                                | 2017                | Web/Google Android                            | 1.0 (квітень 2017)       | Платна      |
| № 6 Cerence/Nuance TTS Ukrainian Lesya            | Cerence/Nuance (Берлінгтон, МА, США)                              | 2018                | MS Windows/Google Android                     | 1.0 (вересень 2018)      | Платна      |
| № 7 Microsoft Azure Neural TTS Ukrainian          | Microsoft (Сіетл, ВА, США)                                        | 2021                | Web/MS Windows/Google Android/Apple MacOS/IOS | 1.0 (березень 2021)      | Платна      |
| № 8 Ukrainian TTS використавши ESPnet             | Юрій Панів (псевдо robinhad; Львів, Україна)                      | 2021                | Web/MS Windows/Google Android/Apple MacOS/IOS | 6.0 (грудень 2023)       | Безкоштовна |
| № 9 fliki.ai TTS Ukrainian                        | fliki.ai (Бенгалуру, Індія)                                       | 2023                | Web/MS Windows/Google Android/Apple MacOS/IOS | 1.0 (серпень 2023)       | Платна      |
| № 10 styletts2 Ukrainian                          | Сергій Стецькович(Україна)                                        | 2024                | Linux/Web/MS Windows/Apple MacOS/             | 1.0(липень 2025)         | Безкоштовна |

### Приклад звучання україномовних TTS
Приклади вимови різними українськими TTS уривку вірша Ліни Костенко Ще назва є, а річки вже немає:
| Назва                                       | Демо                                                                             | Мови       | Доступні голоси                                                          | ППІ розпізнавання мовлення         | Підтримувані операційні системи | Символ наголосу                |
| ------------------------------------------- | -------------------------------------------------------------------------------- | ---------- | ------------------------------------------------------------------------ | ---------------------------------- | ------------------------------- | ------------------------------ |
| № 1 UkrVox Ігор Мурашко                     | (Ігор Мурашко):                                                                  | українська | 1 (голос Ігоря Мурашко)                                                  | Microsoft Speech API 5 (SAPI 5)    | Windows                         | ^ (перед наголошеною голосною) |
| № 2 Кібермова Vymova Plus/Pro Panas/Natalka | (Опанас): · (Наталка):                                                           | українська | 3 чоловічих (Опанас, Дмитро, Слава), 1 жіночий (Наталка)                 | Microsoft Speech API 5 (SAPI 5)    | Windows                         | + (після наголошеної голосної) |
| № 3 Розмовлялька Анатоль/Руся               | (Анатоль): · (Руся):                                                             | українська | 2 (1 чоловічий: Анатоль/Стьопа, 1 жіночий: Руся)                         | власницький ППІ                    | Windows                         | ' (після наголошеної голосної) |
| № 4 RHVoice Анатоль/Наталя                  | (Анатоль): · (Наталя):                                                           | українська | 2 (1 чоловічий: Анатоль, 1 жіночий: Наталя)                              | Microsoft Speech API 5 (SAPI 5)    | Windows/Linux/Android           | н/д                            |
| № 5 Google WaveNet TTS Ukrainian            | (Google WaveNet TTS Ukrainian):                                                  | українська | 1 (1 жіночий: Google WaveNet TTS Ukrainian)                              | власницький ППІ (WaveNet)          | Web, Android                    | н/д                            |
| № 6 Cerence/Nuance TTS Ukrainian Lesya      | (Cerence/Nuance Lesya):                                                          | українська | 1 (1 жіночий: Cerence/Nuance TTS Ukrainian Voice Lesya)                  | Microsoft Speech API 5 (SAPI 5)    | Windows/Android                 | н/д                            |
| № 7 Microsoft Azure Neural TTS Ukrainian    | (Microsoft Azure Neural TTS Polina): TBA (Microsoft Azure Neural TTS Ostap): TBA | українська | 1 (1 чоловічий: Остап, 1 жіночий: Поліна)                                | власницький ППІ (Azure Neural TTS) | Windows/Android/MacOS та iOS    | н/д                            |
| № 8 Ukrainian TTS використавши ESPnet       | (ukrainian-tts Oleksa): TBA (ukrainian-tts Tetyana): TBA                         | українська | 5 (3 чоловічих: Oleksa, Mykyta, Dmytro; 2 жіночих: Lada, Tetyana)        | відкритий ППІ (ESPnet2-TTS)        | Windows/Android/MacOS та iOS    | н/д                            |
| № 9 fliki.ai TTS Ukrainian                  | (fliki.ai-tts Pavlo): TBA (fliki.ai-tts Kateryna): TBA                           | українська | 32 чоловічих та жіночих голосів (включає Google та Microsoft TTS голоси) | власницький ППІ (невідомо)         | Windows/Android/MacOS та iOS    | н/д                            |
| № 10 styletts2 Ukrainian                    | (StyleTTS2 Ukrainian):                                                           | українська | 31 Голос, можна робити інші голоси                                       | відкритий ППІ (StyleTTS2-TTS)      | Windows/Linux/MacOS             | + (після наголошеної голосної) |

Існує декілька програм-читачів екрана, що використовують Text-To-Speech (TTS) для читання тексту вголос у Windows та Android і які можна використовувати для читання тексту одним з наявних україномовних TTS. Зокрема такі програми як Voice, Wordtalk, Balabolka, Dspeech, Infovox4 тощо можна налаштувати аби вони читали текст українською з використанням вашого бажаного україномовного TTS двигуна.